# 猜画小歌
猜画小歌，是谷歌中国于2018年7月18日发布的微信小程序，内容与Google此前推出的网页游戏Quick, Draw!一致。在小程序中，用户绘制一幅日常用品的图画，Google AI需在指定时间内识别图像。Google用全世界5000多万个手绘素描的数据集训练循环神经网络，实现识别图像的功能。
小程序发布后，迅速风靡于微信朋友圈。
截至2024年12月23日，猜画小歌小程序已经停止服务。